# Barbara Hannah
Barbara Hannah (2 de agosto de 1891, Brighton, Inglaterra–4 de septiembre de 1986, Zúrich, Suiza) fue una analista, conferenciante e íntima colaboradora de Carl G. Jung.

## Biografía
Nacida en Brighton, Inglaterra, Hannah cursó estudios de arte en París en los años veinte.
Tras leer extensamente la obra de Jung, en 1929 se trasladó a Zúrich, Suiza, para unirse a él y convertirse en una de sus principales alumnas y colaboradoras. Allí viviría el resto de su vida y desarrollaría su carrera como analista junguiana, escritora, conferenciante y docente en el C.G. Jung-Institut Zürich.
Barbara Hannah se entregó por completo al estudio de la psicología analítica e investigó el método de la imaginación activa como técnica para profundizar en el inconsciente orientada a la curación y a la integridad personal y así avanzar en el proceso de individuación.

## Obra
Sus trabajos principales son:
- The Animus: The Spirit of Inner Truth in Women
- The Archetypal Symbolism of Animals
- Encounters with the Soul
- Jung, His Life and Work: A Biographical Memoir
- Striving Toward Wholeness

## Edición en castellano
- Encuentros con el alma. Imaginación activa como C. G. Jung la desarrolló (Segunda edición). México: Fata Morgana. 1998, 2022. ISBN 9789686757026.
- Jung. Vida y obra. Una memoria biográfica. Traducción Mónica Caldeiro, rústica, 430 páginas. Barcelona: Editorial Escola de Vida. 2019. ISBN 978-84-945396-7-1.
- Carl Gustav Jung; Marie-Louise von Franz; Barbara Hannah; Christian Tauber (2017). Imaginación activa / Imaginación musical. Madrid: Editorial Manuscritos. ISBN 978-84-947364-9-0.
- El viaje interior. Ensayos sobre psicología junguiana. México: Editorial Fata Morgana. 2010. ISBN 9786077709022.
- Imágenes psicológicas de la serpiente y el león. México: Fata Morgana. 2000. ISBN 9789686757088.
- Seminario del gato, el perro y el caballo. El más allá. México: Fata Morgana. 1992. ISBN 9789686757033.

- Datos: Q2883959